# Donkey Kong Country: Tropical Freeze
Donkey Kong Country: Tropical Freeze, conosciuto in Giappone come Donkey Kong: Tropical Freeze (ドンキーコングトロピカルフリーズ?, Donkī Kongu: Toropikaru Furīzu) è un videogioco a piattaforme sviluppato da Retro Studios e pubblicato dalla Nintendo per la console Wii U. È il quinto episodio della serie Donkey Kong Country e il sequel di Donkey Kong Country Returns ed è il primo in alta definizione. In Europa e in Nord America il titolo è stato distribuito il 21 febbraio 2014.
Il titolo vede protagonisti Donkey Kong, Diddy Kong, Dixie Kong e Cranky Kong (per la prima volta in tutta la serie come personaggio giocabile) che hanno il compito di contrastare la presenza sulla loro isola delle creature conosciute come Nevichinghi, popolo dei mari del nord.
Durante il Nintendo Direct Mini dell'11 gennaio 2018, Nintendo ha annunciato una versione remastered del gioco per la console Nintendo Switch, prevista per il 4 maggio dello stesso anno. In questa versione è possibile giocare nei panni di Funky Kong.

## Trama
Donkey Kong sta festeggiando il suo compleanno assieme a Diddy, Dixie  e Cranky Kong, ma non appena è sul punto di spegnere le candeline, nota da lontano che è sbarcato vicino alle coste un popolo proveniente dal freddo nord, composto da animali chiamati "Nevichinghi" che hanno pianificato la conquista dell'isola per ordine del comandante Renaldo, "il Re dei Ghiacci". I Kong vengono spazzati via e i Nevichinghi si impadroniscono dell'Isola di Donkey Kong, rendendola ghiacciata. Donkey Kong è così costretto a tardare i festeggiamenti partendo con la sua famiglia per raggiungere e scacciare gli invasori dal suo territorio.
I Kong dopo aver attraversato una serie di isole, tornano all'Isola Donkey Kong. Si fanno strada attraverso una fortezza ghiacciata finché non incontrano Renaldo, che li sfida a una battaglia nelle profondità del vulcano. Donkey Kong sferra il colpo finale al nemico spedendolo contro le navi dei Nevichinghi, sconfiggendoli. Donkey Kong, dopo aver ottenuto il corno di Renaldo, ci soffia dentro producendo una brezza che scioglie tutto il ghiaccio, riportando l'isola alla normalità.

## Personaggi giocabili
- Donkey Kong: è il personaggio principale ma può essere aiutato da altri personaggi o giocatori, possiede una propulsione media in acqua;
- Diddy Kong: amico e aiutante di Donkey Kong, grazie al suo jet egli può planare più leggermente;
- Dixie Kong: fidanzata di Diddy Kong, riduce lo slancio in avanti, ma grazie alla sua coda può raggiungere altezze impossibili, la sua propulsione in acqua è bassa, ma non finisce mai e permette di viaggiare controcorrente.
- Cranky Kong: nonno di Donkey Kong, ha un bastone che può essere usato per sconfiggere i nemici sott'acqua e permette di saltare su rovi e spunzoni o nemici con punte, senza farsi male, tuttavia non offre nessuna propulsione sott'acqua;
- Funky Kong: è disponibile solo nella versione per Nintendo Switch del gioco, e viene utilizzato se si sceglie di giocare nella modalità "semplificata"; presenta vantaggi come propulsione infinita in acqua o la possibilità di planare.

## Modalità di gioco
Come il suo predecessore, Donkey Kong Country: Tropical Freeze è impostato come un platform a scorrimento bidimensionale con scenario tridimensionale.
I protagonisti devono attraversare sei isole nel tentativo di sconfiggere Renaldo e i Nevichinghi. In modalità giocatore singolo, si controlla principalmente Donkey Kong che può essere accompagnato da Diddy, Cranky o Dixie: ognuno di essi può essere richiamato rompendo un barile KONG che assumerà un simbolo diverso in base al compagno presente all'interno. La schermata di gioco si presenta simile al titolo Returns, ma allo stato dell'energia, rappresentato dai cuori, si aggiungono la barra del Kong POW, ricaricabile raccogliendo banane, che permette di trasformare i nemici in oggetti (a seconda del compagno di Donkey del momento; Diddy li trasforma in vite, Dixie in cuori dorati che aumentano di uno i cuori e Cranky in monete banana). I personaggi possono ora di nuovo nuotare, e quindi ritornano i livelli subacquei, ma compare una barra di riserva d'aria indicante il livello d'ossigeno del giocatore.
Non è più presente la modalità "Super guida"; essendo Cranky impegnato nel gioco, il suo bazar, ora denominato "Vola & Compra", è gestito da Funky Kong (già presente nei primi tre titoli di Donkey Kong Country), in cui vengono venduti diversi potenziamenti, tra cui "pozioni banana" o "antischianto", oltre a vite e cuori extra.

## Accoglienza
| Testata                    | Versione | Giudizio    |
| -------------------------- | -------- | ----------- |
| Metacritic (media al)      | WII U    | 83/100      |
| Metacritic (media al)      | NS       | 86/100      |
| 4Players.de                | NS       | 90/100      |
| 4Players.de                | WII U    | 90/100      |
| Easy Allies                | NS       | 9.5/10      |
| Destructoid                | WII U    | 10/10       |
| Edge                       | WII U    | 7/10        |
| Electronic Gaming Monthly  | NS       | 4/5         |
| Electronic Gaming Monthly  | WII U    | 9,5/10      |
| Eurogamer                  | NS       | Consigliato |
| Eurogamer                  | WII U    | 7/10        |
| Famitsū                    | WII U    | 35/40       |
| Game Informer              | NS       | 9,25/10     |
| Game Informer              | WII U    | 9,25/10     |
| Game Revolution            | WII U    | 4,5/5       |
| GameSpot                   | NS       | 9/10        |
| GameSpot                   | WII U    | 6/10        |
| GamesRadar+                | NS       | 4,5/5       |
| GamesRadar+                | WII U    | 4/5         |
| GamesTM                    | WII U    | 7/10        |
| GameTrailers               | WII U    | 9,1/10      |
| Hardcore Gamer             | NS       | 4/5         |
| Hyper                      | WII U    | 70/100      |
| Nintendo Life              | NS       | 9/10        |
| Nintendo Life              | NS       | 9/10        |
| Nintendo World Report      | NS       | 9/10        |
| Nintendo World Report      | WII U    | 9,5/10      |
| Official Nintendo Magazine | WII U    | 86%         |
| Pocket Gamer               | NS       | 4.5/5       |
| Polygon                    | WII U    | 8,5/10      |
| Shacknews                  | NS       | 6/10        |
| Shacknews                  | WII U    | 6/10        |
| The Guardian               | WII U    | 4/5         |
| USgamer                    | WII U    | 4,5/5       |
| VentureBeat                | NS       | 89/100      |
| VentureBeat                | WII U    | 70/100      |
| VideoGamer                 | WII U    | 8/10        |